# Gouvernement Tobolsk

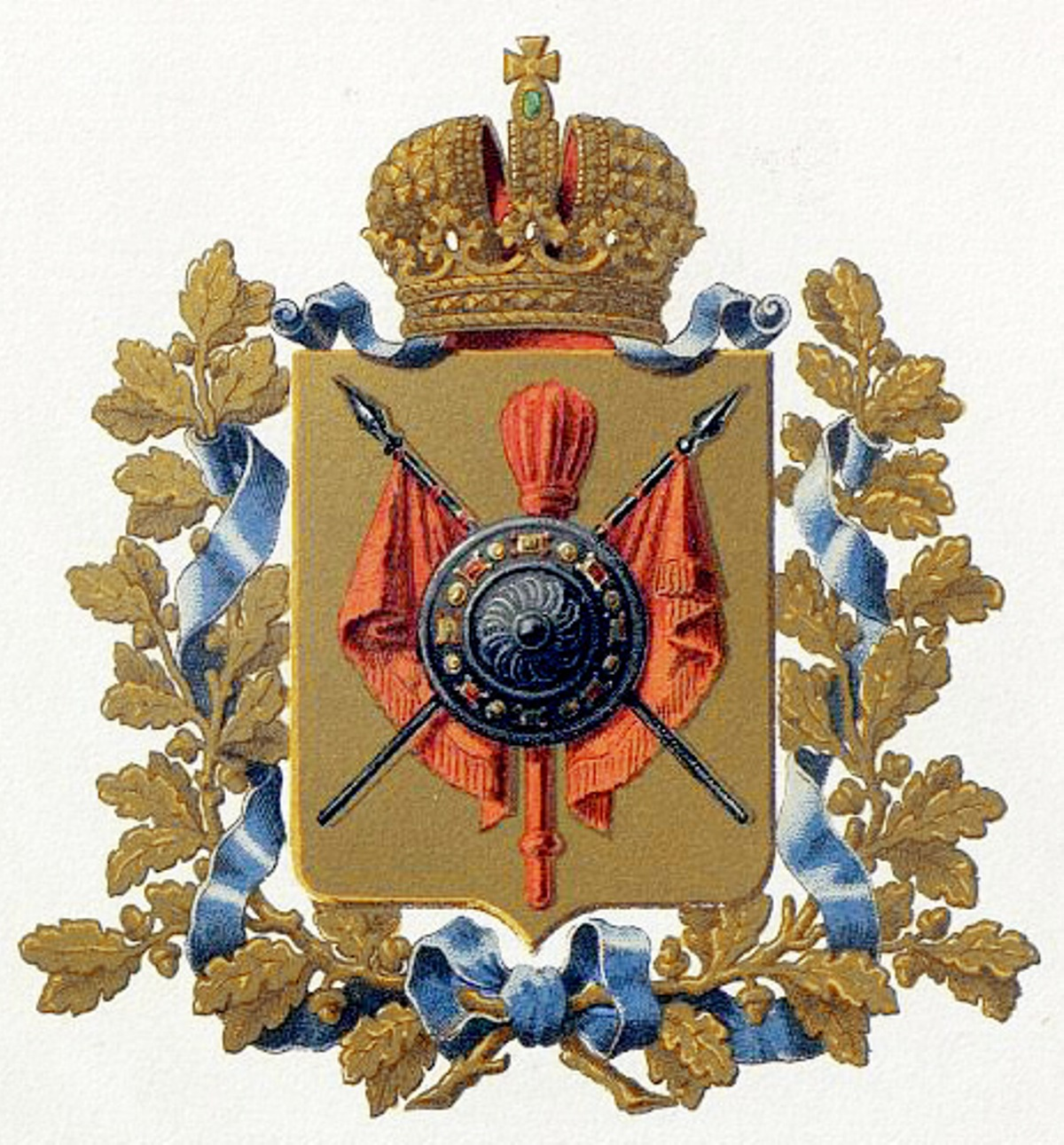
Wappen

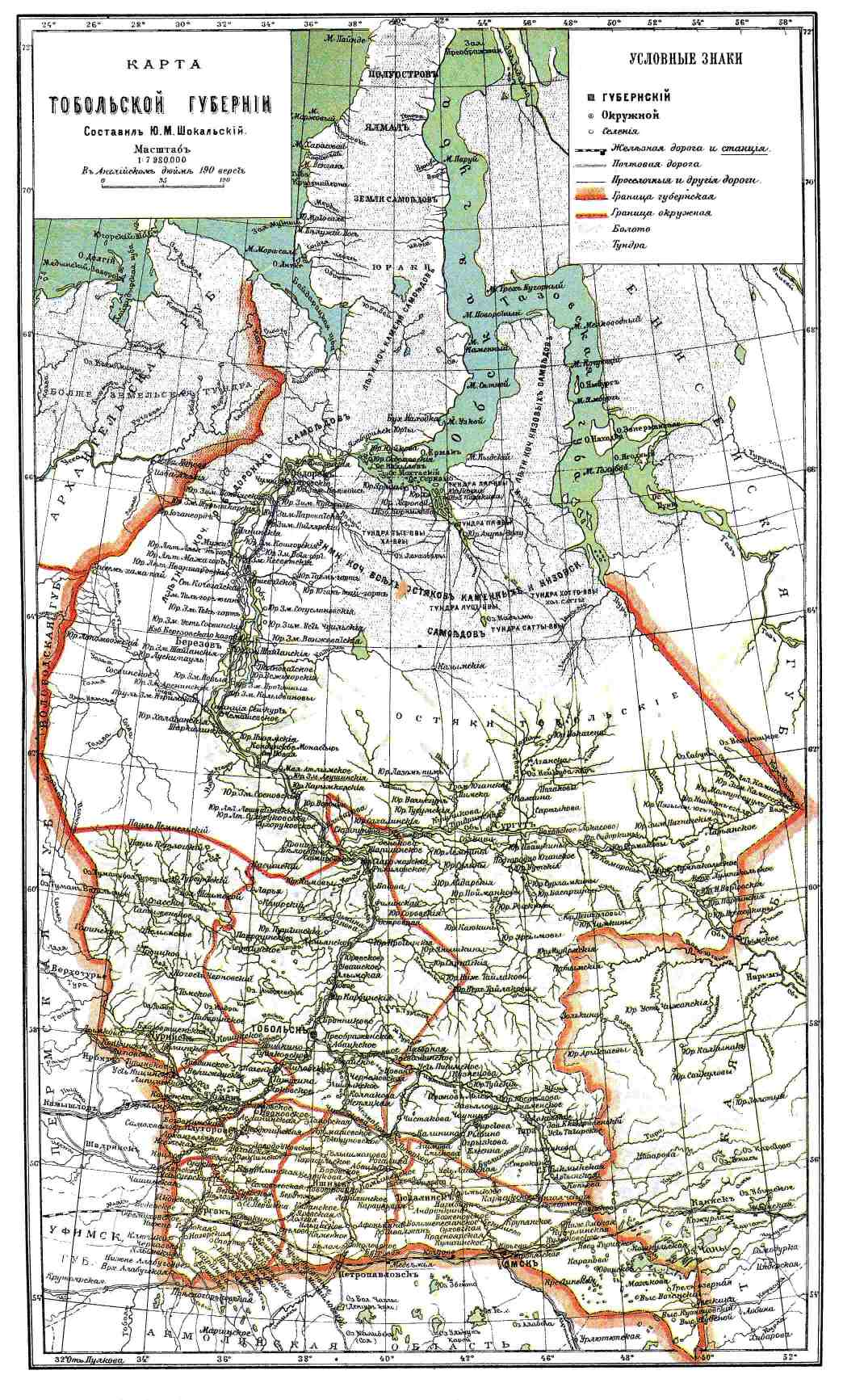
Karte (auf Russisch)

Das Gouvernement Tobolsk (russisch Тобольская губерния/Tobolskaja gubernija) war eine Verwaltungseinheit des Russischen Reiches in Westsibirien, das von der südlichen Steppenzone bis zur Obmündung reichte. Es existierte von 1796 bis 1920. Es ähnelt der modernen Oblast Tjumen (die Autonomen Kreise der Jamal-Nenzen sowie Chanten und Mansen miteingeschlossen). Es grenzte (vom Osten im Uhrzeigersinn) an folgende Gouvernements und Gebiete: Jenisseisk, Tomsk, Semipalatinsk, Akmolinsk, Orenburg, Perm, Wologda, Archangelsk. Hauptstadt war Tobolsk.
Es hatte eine Fläche von 1.397.692 km², davon waren 10.269 km² Wasserfläche.
Tobolsk war traditionell Verwaltungssitz in Westsibirien, auch des 1718 gegründeten Gouvernements Sibirien. Nach dessen Aufspaltung wurde das Gouvernement 1796 unter diesem Namen gegründet. 1804 wurde das Gouvernement Tomsk abgespalten, mit ihm bildete es zwischen 1822 und 1882 das Generalgouvernement Westsibirien mit Sitz in Omsk. Einige Gebiete im Südosten (insbesondere Omsk und Petropawlowsk) wurden 1868 abgespalten, um das Gebiet Akmolinsk zu bilden.
Eingeteilt war es zuletzt in zehn Ujesde (Kreise):
- Berjosow
- Ischim
- Jalutorowsk
- Kurgan
- Surgut
- Tara
- Tjukalinsk
- Tjumen
- Tobolsk
- Turinsk

## Statistik
Im Jahr 1897 hatte das Gouvernement 1.433.043 Einwohner.
Davon waren 1.270.173 Russen, 56.998 Tataren, 37.769 Kleinrussen (Ukrainer) und 19.018 Ostjaken. Von den kleineren indigenen Völkern gab es 7.083 Syrjänen, 4.790 Wogulen und 4.450 Samojeden.
Ackerbau (südlich von 57°15' nördlicher Breite) und Viehzucht sind im Süden, Jagd auf Pelztiere und Fischerei im Norden die wirtschaftliche Hauptbeschäftigung. Für Ackerbau geeignet waren 11.463.918 Hektar, wirklich bebaut aber nur 2.578.900 Hektar mit Hafer, Roggen, Weizen, Gerste, Kartoffeln, ferner Buchweizen und Flachs. Pferde, Rinder, Schafe und Schweine züchtete man im Süden, Rentiere und Hunde im Norden. Durch Futtermangel, Krankheiten und Schneestürme ging jährlich viel Vieh zugrunde. Der Wald nahm über 25 % des Bodens ein und lieferte außer Holz (insbesondere zum Schiffbau) Teer, Zirbelnüsse und Beeren. Die gewerbliche Tätigkeit war besonders im Südwesten entwickelt und lieferte 1897 Waren im Werte von 6.200.000 Rubel. Die Hausindustrie lieferte Seile, Pelzwerk, Branntwein, Sattlerwaren, Teppiche u. a. Der Handel führte Getreide, Erzeugnisse der Viehzucht, Spiritus, Rauchwaren und Fische aus.
Durch das Gouvernement verlief der Sibirische Trakt sowie 77 km der Eisenbahnlinie Jekaterinburg–Tjumen und 293 km der Transsibirischen Bahn (Tscheljabinsk–Omsk).